# Dag Prawitz
Dag Prawitz (Stoccolma, 16 maggio 1936) è un matematico e filosofo svedese.
Si è occupato in particolare di teoria della dimostrazione e di sistemi di deduzione naturale. Tra i risultati fondamentali, da lui dimostrati, vi è il teorema di normalizzazione, equivalente, nel calcolo della deduzione naturale, al teorema di eliminazione del taglio di Gerhard Gentzen per il calcolo dei sequenti. Sulla base delle sue tecniche di normalizzazione, ha inoltre dimostrato la congettura di Takeuti (dimostrata indipendentemente anche da Tait, Takahashi e Girard). A partire dagli anni '70, ha inoltre sviluppato una semantica formale incentrata sulla nozione costruttiva di argomento valido e variamente connessa all'impostazione Brouwer-Heyting-Kolmogorov; nel suo più recente sviluppo, che Prawitz stesso chiama teoria dei grounds, essa tende a privilegiare la nozione di inferenza valida rispetto a quella di conseguenza logica, accentuando gli aspetti epistemici della validità.
Si è occupato anche di informatica teorica, filosofia della matematica, filosofia della logica e teoria del significato. Negli ultimi tre casi ha fatto proprie, in modo spesso innovativo, alcune delle principali posizioni di Michael Dummett.
Nel 2020 è stato insignito, insieme a Per Martin-Löf, del Premio Schock per la logica e la filosofia.